# Луїс Хорхе Рівера Еррера
Луїс Хорхе Рівера Еррера (нар. 1972 р., Пуерто-Рико) — пуерториканський екологічний активіст, який в 2016 pore отримав trjkjusxye премію Goldman за роботу із захисту природного заповідника Північно-Східного екологічного коридору.

## Перші роки життя та навчання в університеті
Луїс Хорхе Рівера Еррера все своє життя прожив у Пуерто-Рико, народився та виріс у районі поблизу Сан-Хуана: Ріо-Альто. Його рішучість робити активний внесок у захист навколишнього середовища сягає перших років його життя, коли у віці восьми років він став свідком знищення ферми, яка належала його родині протягом чотирьох поколінь. Ферма була експропрійована урядом Пуерто-Рико з наміром побудувати очисні споруди.
З самого раннього віку Луїс Хорхе Рівера Еррера брав участь у екологічній боротьбі, навіть у дитинстві. В Університеті Пуерто-Рико він організовує відвідування природного заповідника Глав Сан-Хуан. Після закінчення навчання він працював у Сан-Хуані в Агентстві з охорони навколишнього середовища. Потім він заснував організацію під назвою: «Ініціатива сталого розвитку".
З 1999 року і по теперішній час він очолював медіа та красномовний внесок як активіст, відіграючи ключову роль у веденні кампанії зі збереження Північно-Східного екологічного коридору.

## Охорона Північно-Східного екологічного коридору

### Екологічна важливість Коридору
Коридор визнаний таким, що має велику екологічну цінність, він становить узбережжя Національного лісу Ель-Юнке на північному узбережжі Пуерто-Рико. У цій екосистемі водно-болотних угідь зустрічається понад 50 рідкісних видів, що знаходяться під загрозою зникнення, багато з яких є ендемічними. Особливе значення має шкіряста черепаха (під загрозою зникнення), її місце гніздування знаходиться в Коридорі. Про це заявляє науковий керівник Міжнародного інституту тропічних лісів Аріель Луго: «Пуерториканці починають розуміти. Раніше ми їх їли, а тепер ми їх захищаємо, тому що вони представляють собою тип біорізноманіття, яке не належить нікому, воно належить світові».

### Розвиток кампанії та успіхи
Північно-східний екологічний коридор як природний заповідник був запропонований місцевими та федеральними органами влади у 1978 році, коли Департамент природних та екологічних ресурсів Пуерто-Рико визнав екологічну важливість коридору. Однак у 1996 році був затверджений План туризму та розвитку північно-східного узбережжя, який поділив коридор на кілька зон, щоб дозволити великі житлові та туристичні забудови.
У 1999 році Луїс Хорхе Рівера Еррера, який ще не брав участі, дізнався про проєкт будівництва двох великих туристичних курортів у цьому районі, Two Seas і San Miguel Four Seasons, що складаються з понад 3000 житлових одиниць з 3 полями для гольфу. Розробка проєктів такого типу передбачає непоправне знищення біорізноманіття території, ще більше погіршуючи і без того серйозну ситуацію із забрудненням води. До всього цього додається обмеження доступу населення до пляжів, які підлягають приватизації.
Відтоді Луїс Хорхе Рівера Еррера активно включився в боротьбу за захист Коридору. Коли він усвідомлює, що влада не змінюватиме свою позицію, незважаючи на знання наукових даних, які підтверджують екологічну важливість Коридору, він організовує кампанію, яка поєднує правову стратегію та пошук народної підтримки через медіатизацію теми. Щорічне святкування Leatherback Festival є частиною його медіа-роботи, що викликає інтерес у багатьох досі неосвічених людей. Мета – ввести тему в громадські дебати шляхом мобілізації громадської думки проти проєкту з метою здійснення політичного тиску.
Насправді незначні зміни відбулися до 2005 року, коли кампанія пережила справжній поштовх. Потім клуб Сьєрра залучився до Пуерто-Рико і зміцнив співпрацю між місцевими групами, такими як асоціації рибалок та екологічні організації. Sierra Club робить величезний внесок у матеріально-технічне забезпечення та стратегічне створення кампанії. Крім того, у 2004 році була створена Коаліція за екологічний коридор Північного Сходу, основними завданнями якої є визначення Коридору як заповідника та розвиток екотуризму або зеленого туризму. Так було представлено законопроєкт про те, щоб весь Коридор був оголошений заповідником. Цей законопроєкт був заблокований кількома сенаторами, пізніше звинувачених у корупції та отриманні хабарів. Цей скандал викликає народну підтримку Коаліції за Коридор. У квітні 2008 року губернатор Ганнібал Асеведо Віла затверджує указ про оголошення Коридору природним заповідником.
Однак у листопаді того ж року відбулися вибори, і губернатором було обрано Луїса Фортуньо (єдиний кандидат, який не підписав зобов’язання про охорону Коридору). Крім того, компанії, які вимагали будівництва туристичних курортів, активно співпрацювали в його кампанії, а його передвиборна програма передбачала відродження економіки через створення робочих місць у будівельному секторі. Отже, у жовтні 2009 року губернатор Фортуньо скасовує указ. Незважаючи на це, представлено новий законопроєкт, і Фортуньо змушений його прийняти через велику підтримку населення в передвиборчому контексті. Нарешті, у 2013 році новообраний губернатор Алехандро Гарсія Паділья розширив територію заповідника, включивши приватну землю.

### Премія Голдмана з охорони навколишнього середовища
У 2016 році Луїс Хорхе Рівера Еррера отримує премію Goldman з охорони навколишнього середовища в категорії «острови та острівні держави» для «допомогb у проведенні успішної кампанії зі створення природного заповідника в екологічному коридорі Пуерто-Рико, місцевості гніздування шкірястої черепахи, що перебуває під загрозою зникнення, та захисту природної спадщини острова від шкідливих проєктів розвитку».
Згідно з правилами призу, 175 000 доларів підуть на підтримку проєктів Північно-східного екологічного коридору та екологічних організацій Пуерто-Рико. Крім того, Рівера Еррера готує кампанію зі збору коштів для співпраці в купівлі урядом приватної землі, що залишилася в Коридорі. У той же час він сподівається стимулювати участь громадян, щоб у цьому районі розвивався зелений туризм, що потенційно сприятиме як фінансуванню біорізноманіття та природоохоронних ініціатив, так і відродженню місцевої економіки.
Рівера Еррера є третім пуерториканцем, лауреатом цієї нагороди, як і його попередники: Алексіс Массол Гонсалес - за його боротьбу за створення El Bosque del Pueblo (“Сільського лісу») і Роуз Хільда Рамос - активістка за збереження водно-болотних угідь.